# アンスト島
アンスト (Unst、[ˈʌnst]。ウンストとも発音する。)は、スコットランド シェトランド諸島北部の北方諸島(North Isles)の1つである。 ブリテン諸島における最北の有人地域であり、シェトランド諸島の中で本島・イエル島に次いで3番目に大きい。面積は 46平方マイル (120 km2)、人口密度は5.2 人/km2。最高地点はサクサ・ヴォード(Saxa Vord) (標高284m)。
アンスト島は広大な草原と海岸の崖から構成されている。中心の村は、かつてラーウィックに次いで2番目に大きいニシン漁港であり今はレジャーセンター(Unst Leisure Centre)や空港(Unst Airport)の所在地となっているバルタサウンド(Baltasound)である。他の集落は、グリーンウェルズ・ブース(Greenwell's Booth、17世紀の貿易商の倉庫)やマネス城(Muness Castle、1598年建築、1627年海賊により強奪)のあるUyeasound、および、ボートの博物館や郷土資料館(heritage centre)のあるハロルズウィック(Haroldswick)がある。

## 語源
シェトランドにはケルト以前の未知の起源の名前を持つ、フェトラー島、アンスト島、イェル島の3つの島が存在する。これら3島の名前の最も初期の記録は古ノルド語に紐づけており、 Fetlar は fetill の複数形であり "肩ひも" を、 Omstr は麦わらの山" (corn-stack) であり、 í Ála は "深い窪み" (deep furrow) を意味する ál  から来ている、としている。
しかしながら、これらの説は島名の起源として確実なものであるとは言いがたく、おそらくはノース人より前の言語の翻案とも考えられる。
これはピクト語の可能性も考えられるが、明確な証拠はない。
アイザック・テイラー(Isaac Taylor)の「Names and Their Histories」（1898年）では、"鷲の巣"を意味する古ノルド語 "Ornyst" の派形が示唆されている。

## 歴史

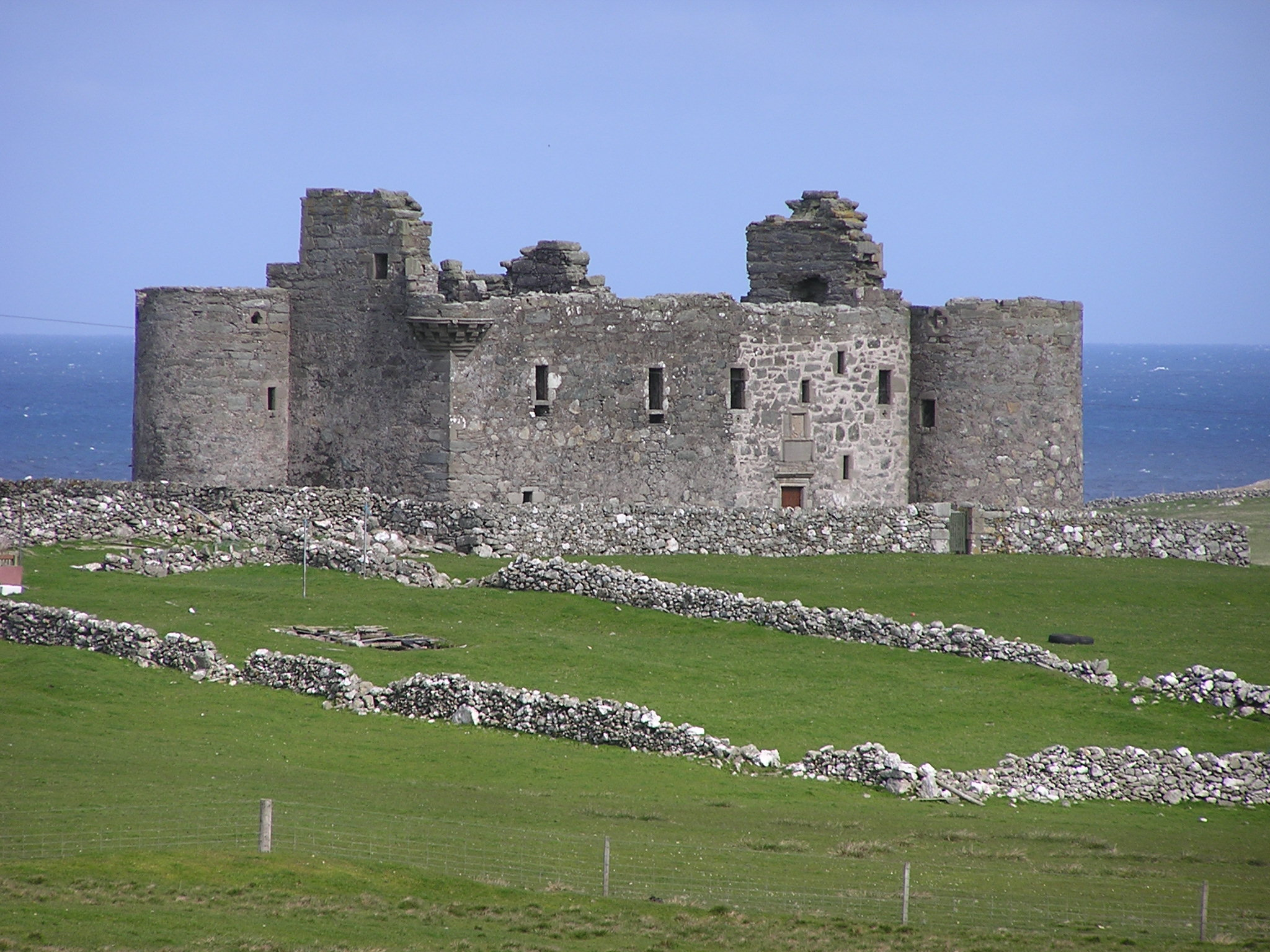
マネス城(Muness Castle)

The Shetland Amenity Trust のプロジェクト "Viking Unst" は、アンスト島におけるノース人の史跡の一部を発掘して公開した。島内全体で存在が60件が知られているロングハウスのうち、Hamar(バルタサウンド近く)、Underhoull(島の南西)、ベルモント(Belmont、島の南端)にある3つについて作業が行われた。ヴァイキング船の複製 Skidbladner が現在ハロルズウィックの港で公開されている。
12世紀以前のキリスト教会の遺構がアンスト島には計2つ、南西のLundにある聖オラフ教会(St Olaf's Chapel)、南東の海岸サンドウィック(Sandwick)のFramgordにある貴婦人教会(Our Lady's Kirk)が残っている。
LundとFramgordの双方の墓地にノース人の様式である十字型の墓石が立っており、Framgord には数少ない "keelstone" の墓標が残っている。
後期ノース人時代(Late Norse)のロングハウスが両者の港の周辺で確認されており、そのうちサンドウィックのものは牛の形をした牛舎の扉を今なお保持している。

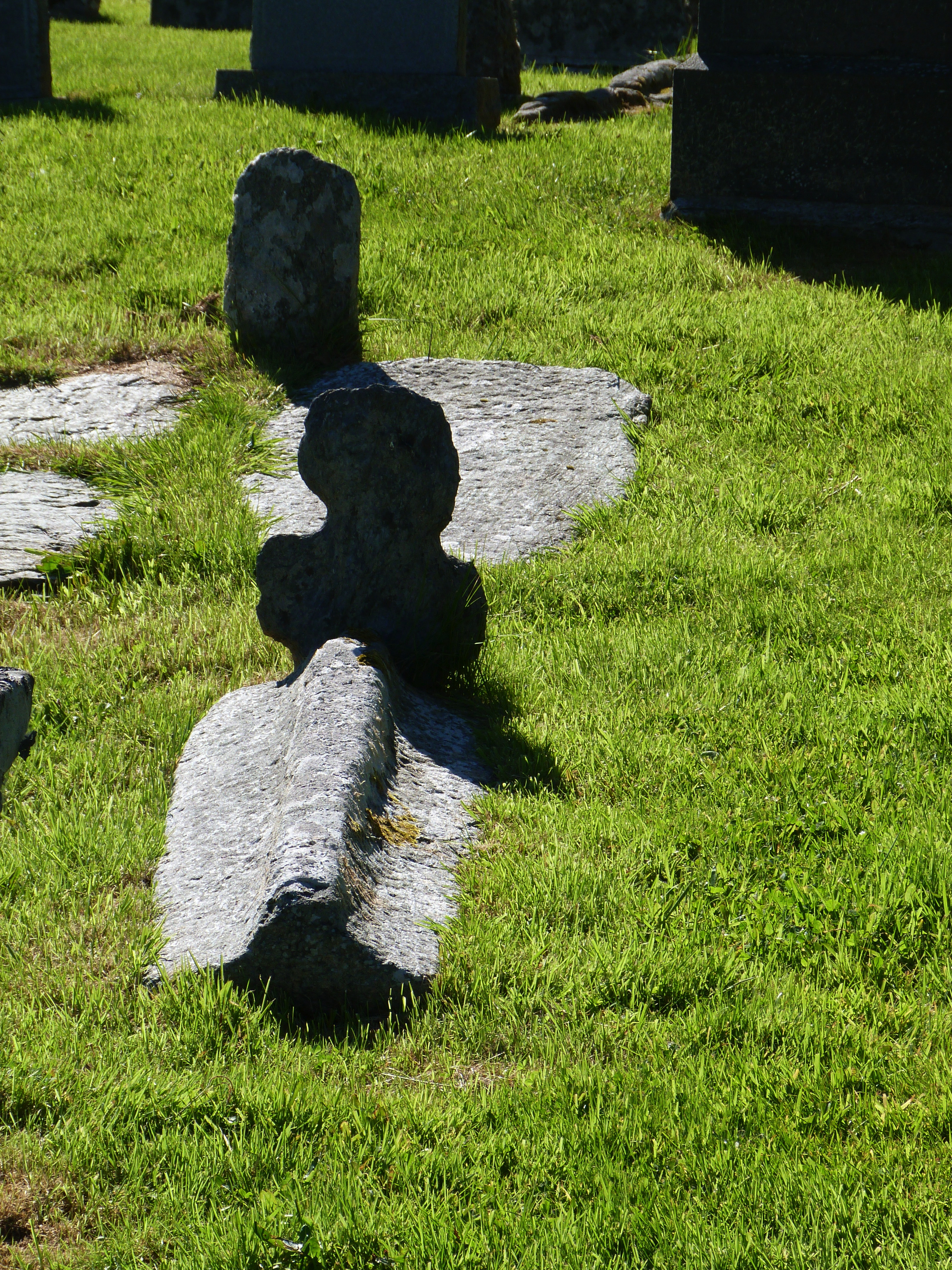
小さな十字型の墓標と、転覆した船の竜骨の形の墓石。(サンドウィックのFramgordにある後期ノース人時代(late-Norse)のキリスト教会にて。)

1567年、 ボスウェル伯ジェームズ・ヘップバーン( スコットランド女王メアリーの夫)は6月のカーベリーヒル(カーバリーヒル)の戦い(Battle of Carberry Hill)の後、自領であったシェトランドに渡り、アンスト島に滞在していた。7月に政敵マリ伯の軍が3艘の船で現れ、バルタサウンドでの3時間の海戦ののち、ノルウェーへ逃れた。後のシェトランドの長官ローレンス・ブルース(Laurence Bruce、ロバート1世の子孫にあたる)は1598年にマネス城を建てた。
19世紀後半の作家ロバート・ルイス・スティーヴンソンの父と叔父はマックル ・フラッガ(Muckle Flugga)灯台の主な設計技師だった。スティーヴンソン自身はエディンバラの出身ではあるがアンスト島を訪れており、小説 宝島の地図の元にしたと言われている。
1950年代、カナダの社会学者アーヴィング・ゴッフマンは博士論文のため一年間アンスト島で民俗学研究を行っており、彼の代表的な出版物である 日常生活における自己呈示（The Presentation of Self in Everyday Life、1956年）、および彼の開発した社会学的観察手法であるドラマツルギーの元となった。
2007年1月7日、アンスト島は ML (ローカル・マグニチュード) 4.9の地震に襲われた。この地震はノルウェー海一帯で過去十年間における最大の地震の1つであるとされる。

## 地理と地質学
この島には多くの "イギリス最北" の称号がある。
- スコー(Skaw)

島の北東にある小さな集落。イギリス最北の定住地。
- ハロルズウィック

イギリス最北の教会がある土地。
- マックル ・フラッガ(Muckle Flugga)灯台

アンスト島より更に北の無人島にある、1858年に操業を開始したイギリス最北の灯台。
- アウト・スタック(Out Stack)

マックル ・フラッガ灯台のすぐ近くにあるイギリス最北の岩。
ノルウェー最西端の地域ヴェストランとは 300 km 離れている。
アンスト島とフェトラー島は主に超苦鉄質岩と苦鉄質火成岩から形成されており、それらはカレドニア造山運動によって破壊されたイアペトゥス海(約5億年前まで南半球に存在したと考えられている海)の海洋地殻(oceanic crust)に由来するオフィオライトの一部を形成すると考えられている。
アンスト島には一時期、 クロム鉄鉱採掘場がいくつか存在しており、そのうちの1つでHagdale Chromate Railwayが1907年から1937年まで運行されていた。
また、1960年にHagdaleでニッケル-マグネシウム鉱物の1種(Ni,Mg)(OH)2が発見されており、アンスト島は鉱物水酸化ニッケル(II)の模式産地(type locality)となっている。

## 経済と交通

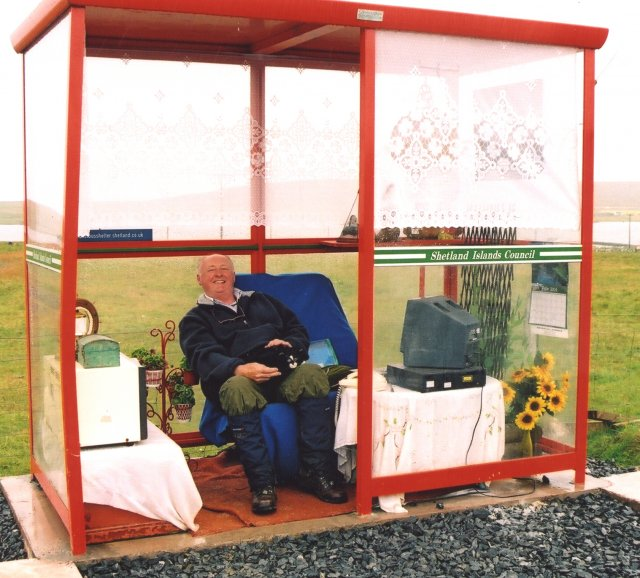
アンスト島バス待合所(Unst Bus Shelter)

フェリーがベルモント(Belmont)とイエル島のGutcher およびフェトラー島のOddstaを結んでいる。
アンスト島バス待合所(Unst Bus Shelter)はバルタサウンドの村近くのバス停留所である。廃止から救った子供の名を取ってボビーのバス待合所(Bobby's Bus Shelter)とも呼ばれており、テレビが置かれるなど家庭の快適さが備えられており、地元の住民たちによって維持されている。
アンスト島には Promoting Unst Renewable Energy (PURE) Wind Hydrogen プロジェクトがある。このプロジェクトは水素製造技術(hydrogen production)をベースとした地域社会所有のクリーン・エネルギー・システムであり、共同体のディヴェロップメント・トラスト(development trust。地域課題に取り組む非営利組織、イギリス各地で見られる。)である Unst Partnershipの一部である。
Pure エネルギーセンター(The Pure Energy Centre)はPUREプロジェクトを通じて習得した技術と知識を用いて構成され、島内の様々な場所に水素システムを設置している。
アンスト島の南端、島のフェリーターミナル近くにベルモント・ハウス(Belmont House)がある。1775年に記録が遡り、 "おそらくは北部諸島において当時最も意欲的であり、現在まで変更がほとんど加えられていない古典的な邸宅"と言われている。
1996年から2010年の間に修復工事が行われ、今は修復工事依頼元の慈善団体によって貸出スペースとして使われている。
島の人口は、2011年の国勢調査( United Kingdom Census 2011 )で632人と記録されており、2001年(定住者720人)と比較すると12%減少している。
なお、同時期のスコットランドの島嶼部(Scottish island)全体の人口は4%増加し10万3,702人になっている。
2016年、島は BBC Twoの番組 An Island Parish シリーズ11(Series 11)の舞台となった。

### サクサ・ヴォード
島の北にある丘サクサ・ヴォード(Saxa Vord)にはイギリス空軍 レーダー基地が置かれていたが、2006年に閉鎖され100人以上の雇用が失われた。
翌2007年4月、イギリス空軍のサクサ・ヴォード居住区域(domestic site)および中腹部基地(Mid Site)への道はハイランドの起業家フランク・ストラング (Frank Strang) によって購入され、 "サクサ・ヴォード・リゾート"(Saxa Vord Resort) と改名された。ストラングの会社 Military Asset Management (MAM) は余剰防衛資産の再生を専門としており、空軍基地は観光拠点、および自然や文化の遺産センターに生まれ変わった。2013年現在、自炊型コテージや定員26人の寝室のある合宿所といった宿泊施設、レストランやバー、娯楽設備、ガイド付きの散策プログラムなどを備えている。
サクサ・ヴォードの敷地には、アンスト・サイクル・ハイヤー(Unst Cycle Hire)、シェトランド唯一の蒸留所シェトランド・リール(Shetland Reel、2014年創業)、そして、シェトランド唯一のショコラティエであるフォードのチョコレート(Foord's Chocolates)の3つの地域事業がある。

なお、2017年まではヴァルハラ醸造所(Valhalla Brewery)が存在した。

## 野生生物
アンスト島は、ハーマネス国立自然保護区(Hermaness National Nature Reserve)を海鳥の生息地として重要である。また、ノルウェーノミツヅリ(Norwegian sandwort)やアンスト島固有種であるシェトランドミミナグサ(Shetland Mouse-ear)に代表される植生によっても知られている。
島でよく見られるトウゾクカモメ科は "bonxie" の名で知られている。

## 主要人物
- トーマス・バクレー(Thomas Barclay、1792年アンスト島生まれ)

グラスゴー大学総長(Principal of the University of Glasgow)。
- ローレンス・エドモンストン(Laurence Edmondston、1795年シェトランド生まれ)

アンスト島の総合診療医。
- ジョン・グレイ(John Gray、1819年アンスト島生まれ)

大型の商船としては初めての鉄船であるSS グレート・ブリテン号(SS Great Britain)の船長。
- トーマス・エドモンストン(Thomas Edmondston、1825年アンスト島生まれ)

植物学者。
- Jessie Saxby(1842年アンスト島生まれ)

民俗研究家、および、作家.
- シンクレア・ファーガソン(Sinclair Ferguson、1948年生まれ)

神学者/説教者、および、アンスト島におけるスコットランド国教会の牧師。